# طريدة

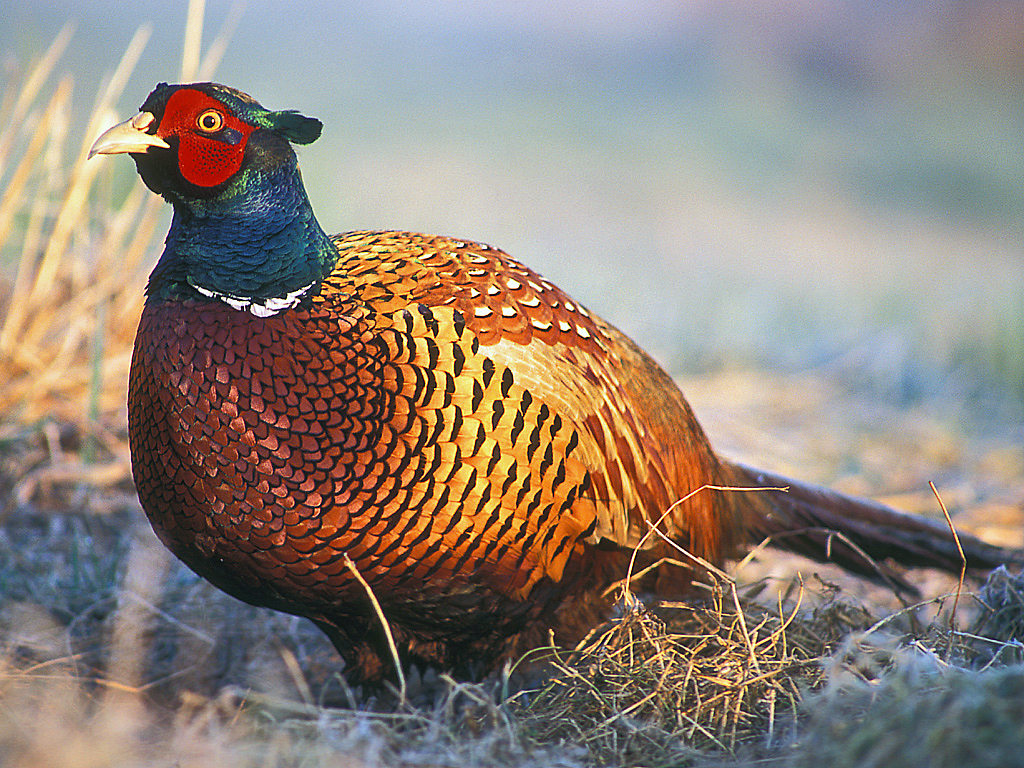
يشيع استخدام طائر التدرج المألوف كطريدة.

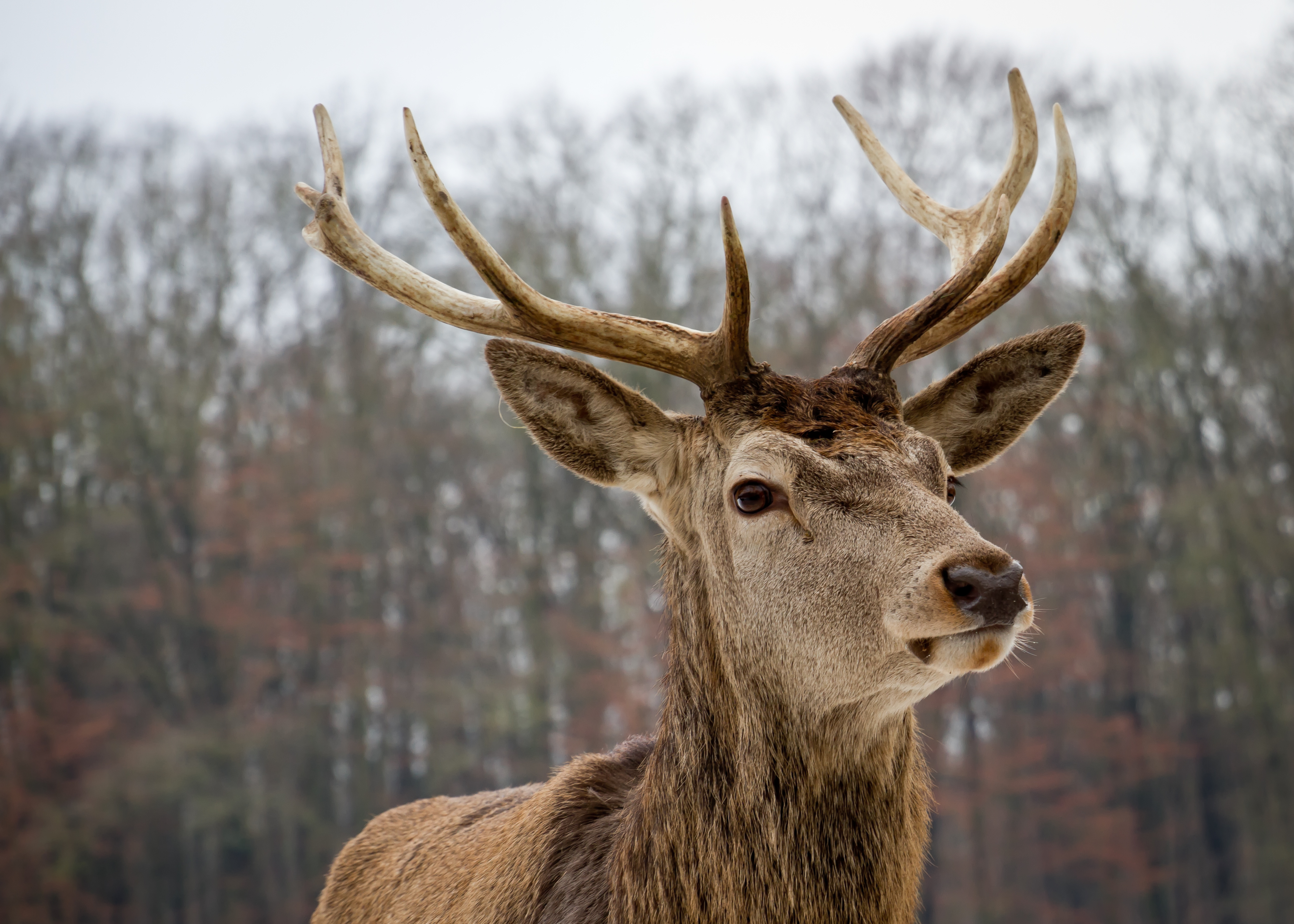
رأس أيل أحمر، والذي يعد من الطرائد الشائعة.

الطريدة (الجمع: طَرَائِد) هي أي حيوان يتعقبه الصيّاد سواء للترفيه أو للاقتات عليها. يختلف نوع الطرائد في الصيد في مختلف أنحاء العالم حسب التنوع البيئي للمنطقة. يشمل مفهوم الطريدة الحيوانات البرية سواء أكانت من الثدييات أو الطيور.

## اقرأ أيضاً
- صيد